# Tomori Pál Városi és Főiskolai Könyvtár
A Tomori Pál Városi és Főiskolai Könyvtár Kalocsa város és a Tomori Pál Főiskola könyvtára.

## Története
A könyvtárat 1952 novemberében alapították járási könyvtárként, ekkor még a főszolgabírói hivatalban működött és több községi könyvtár is hozzátartozott. 1962-ben, mikor új épületre lett szüksége, az évek óta nem használt zsinagógát alakították át két szintre osztva könyvtárrá, a példát később több más település kulturális intézményei is követték. A költözés után a könyvtár Nagy Lajos író nevét vette fel, és éveken át fontos kulturális központ volt. 1977-től a bővülő állomány okozta helyhiány miatt a kulturális eseményeket egyre inkább az akkor felépült Művelődési Központban rendezték meg, majd a gyermekkönyvtár is ideköltözött, a zenei részleg már itt alakult meg.
1971 végén megszűntek a járási tanácsok, a könyvtár fenntartója innentől a városi tanács. Neve innentől Nagy Lajos Városi-Járási Könyvtár, majd 1984-től, a járások megszűnése után Nagy Lajos Városi Könyvtár. Az épület 1988-as felújításakor a könyvtár egy időre a volt pártszékházba költözött, majd a felújítás befejeztével az olvasóterem, a helyismereti gyűjtemény és a feldolgozó részleg itt is maradt 1991-ig. Ekkor az olvasóterem átkerült a Művelődési Központba, a másik kettő visszament a zsinagógába. Ez az elrendezés 2007-ig maradt így.
1995-ben az önkormányzat összevonta a könyvtárat, a Művelődési Központot és a Városi Képzőművészeti Gyűjtemény és Érseki Gazdasági Levéltárt, majd 2003-ban a Városi Televíziót is. 2004-ben megalakult a Tomori Pál Főiskola, melynek könyvtárának a kezdetektől fogva a városi könyvtárat szánták. Így a könyvtárat 2006-ban kivonták az összevont művelődési intézmények közül, és Tomori Pál Városi és Főiskolai Könyvtár néven külön intézmény lett, melyet a főiskola támogat. 2007 végén helyhiány miatt egy üres kórházépületet alakítottak át a könyvtár számára.

## Könyvtári állomány
A könyvtári állomány nagysága 2007. december 31-én 135 707 db könyvtári dokumentum, ebből:
- 124 359 kötet könyv
- 2508 kötet bekötött folyóirat
- 6045 db audiovizuális dokumentum (Hanglemez, hangkazetta, hangszalag, CD, videókazetta)
- 220 db elektronikus dokumentum (CD-ROM)
- 389 db mikrodokumentum (mikrofilm, mikrolap)
- 2186 db diafilm
- 123 kurrens sajtótermék (napilap, hetilap, folyóirat stb.) előfizetése